# Herman Dahl
Herman Dahl (Kristiansand, 24 de noviembre de 1993) es un ciclista noruego.

## Palmarés
2017
- Baltic Chain Tour, más 2 etapas

2018
- 1 etapa del Tour de Bretaña
- Gran Premio Horsens[1]

2019
- 1 etapa de la Vuelta a Rodas